# 鹿児島市立吉田小学校
鹿児島市立吉田小学校（かごしましりつ よしだしょうがっこう 英語: Yoshida Elementary School）は、鹿児島県鹿児島市西佐多町にある公立小学校。

## 沿革
- 1864年（元治元年） - 復生館創立
- 1941年（昭和16年） - 国民学校令により吉田国民学校と改称
- 1947年（昭和22年） - 吉田村立吉田小学校と改称
- 1972年（昭和47年） - 吉田町立吉田小学校と改称
- 2004年（平成16年） - 鹿児島市立吉田小学校と改称
- 2008年 - 現在地に移転。

## 校区
- 西佐多町
- 東佐多町
- 本城町の一部
- 本名町の一部